# 워크래프트 2의 등장인물 목록
다음은 워크래프트 2에 나오는 주요 등장인물 목록이다. 일부 인물들은 워크래프트에서 등장한 인물들을 소개하고 있다.

## 대륙
- 로데론(Lordaeron) 인간들의 본거지이다. 티리스팔 해안에서 힐스브래드 구릉지까지 뻗쳐있는 지역이다. 도시가 발달한 이 곳은, 휴먼의 강력한 세력들이 주둔하고 있는 큰 대륙이다.
  - 달라란(Dalaran) 아라소르 왕국 출신의 궁정 마법사들이 만든 마법사들의 국가이자 본거지이다. 다국적인 세력들이 마법을 수양하러 온다.
  - 카즈 모단(Khaz Modan) 드워프 족들의 본거지이다. 제철 기술이 발달한 대륙으로 대부분의 주민들은 제철업에 종사를 많이 한다.
  - 쿠엘탈라스(Quel'Thalas) 엘프의 본거지이다. 달라란의 고등 마법사들은 이곳에 와서 마법 실습을 한다.
- 아제로스(Azeroth) 본래 인간들의 부속 영토였다. 하지만 불타는 군단의 살게라스가 타락한 메디브로 하여금 어둠의 문을 세워 불타는 군단과 오크들이 침략한다. 결국 인간들과 오크들이 싸우는 틈을 이용하여 불타는 군단이 강제로 이곳을 점령한다. 황량한 사막 지형처럼 보이지만 의외로 토양이 비옥한 지역이다.
  - 아웃랜드(Outland) 오크들의 고향이자, 드레나이의 본거지이다. 가장 더운 대륙이자, 동물과 식물이 잘 자라지 않는 폐허 대륙이다. 불타는 군단이 침공하여 이 곳을 지배해 버렸다.

## 인간 연합
- 로데론(Lordaeron)
- 스톰윈드(Stormwind)
- 아이언포지(Ironforge)
- 와일드해머(Wildhammer)
- 쿨 티라스(Kul Tiras)
- 달라란(Dalaran)
- 스트롬가드(Stromgarde)
- 길니아스(Gilneas)
- 알터랙(Alterac)

### 모디무스 앤빌마
아이언포지
통합된 드워프 족들의 마지막 임금이다. 그가 죽고 나서 드워프 세력은 브론즈비어드/와일드해머/검은무쇠단으로 분리된다.

### 마그니 브론즈비어드
아이언포지
브론즈비어드 일족의 수장이자, 현재 드워프 족의 임금이다.

### 카드로스 와일드해머
와일드해머
와일드해머의 족장이다. 브론즈비어드 일족에게 밀려났으나 개의치 않는다. 검은무쇠단의 공격을 브론즈비어드 일족과 함께 물리친다. 5대 영웅중 하나인 쿠르트란이 와일드해머의 비행단 사령관이었다. 그리고 타우릿산의 아내인 모드구드를 죽이는 큰 공을 세운다.

### 다그란 타우릿산
검은무쇠단
욕심 많은 검은무쇠단의 지도자자, 강대한 마법사였다. 와일드해머와 브론즈비어도 연합 공격에 많은 세력을 잃고, 분노에 차 고대 정령 라그나로스를 소환한다.
하지만 라그나로스를 소환했지만 오히려 자신과 그의 부하들은 라그나로스의 노예가 된다.

## 오크 호드
- 검은바위 부족(Blackrock Clan)
- 서리늑대 부족(Frostwolf Clan)
- 전쟁노래 부족(Warsong Clan)
- 피의 발굽 타우렌(Bloodhoof Tauren)
- 검은창 부족(Blackspear Clan)
- 폭풍약탈자 부족(Stormreaver Clan)
- 웃는 해골 클랜(Laughing Skull Clan)
- 칼날주먹 부족(Blade-fist Clan)
- 혈엄동굴 부족(Bloodcovered-cavern Clan)

## 그 외의 세력들

### 살게라스
불타는 군단(Burning Legion)
살게라스(Sargeras)는 불타는 군단(Burning Legion)의 창설자이자 지도자인 타락한 티탄(Titan)이다. 그는 원래 티탄 최상위 집단인 판테온(Pantheon)에 의해 선발된 고귀한 티탄의 전사였다. 그는 티탄의 세계로 침입해 오는 뒤틀린 황천(Twisting Nether)의 악마들을 찾아내 처단하며 수천 년 동안 자신의 임무를 수행했다.
하지만 살게라스는 점차 타락해 갔고, 결국 티탄들에게 있어 최악의 적이 되어버렸다. 살게라스는 티탄들이 유구한 세월에 걸쳐 이룩해 놓은 모든 것들을 파멸시키고자 한다. 그는 모든 악마들의 지배자이며, 그의 존재만으로도 그의 하수인들은 두려움에 몸을 떨며 달아나고 만다.
살게라스는 판테온의 군대를 이끄는 거대한 청동 거인이었다. 그는 다른 티탄들과 마찬가지로 이타적이며 정의로웠다. 그는 뒤틀린 황천에서 몰려오는 악마들을 격퇴해 가둠으로써, 티탄 세계의 질서가 더럽혀지는 것을 막았다. 살게라스는 오랜 세월 동안 자신의 임무를 충실히 수행했다.
그러나 살게라스는 끝이 보이지 않는 전투 속에 혼란과 불안이 깊어져 갔으며, 티탄의 질서를 무너뜨리려는 나스레짐(Nathrezim)이라는 또 다른 무리들과 싸워야 했다. 공포의 군주(Dreadlords)라고도 불리는 흡혈 악마들로 이루어진 이 암흑의 종족은, 생명체들을 사로잡아 어둠의 길로 이끄는 방법으로 수많은 세계들을 정복했다. 사악하교 교활한 공포의 군주들은 모든 종족들에게 맹목적인 불신과 증오를 심음으로써 서로 등을 돌리게 만들었다. 살게라스는 나스레짐을 손쉽게 물리칠 수 있었지만, 그들의 타락은 살게라스에게 깊은 영향을 주었다.
결국 그는 질서라는 개념 자체가 무의미한 것이며, 혼돈과 타락만이 이 어둡고 외로운 우주 속에서 절대적인 것이라 여기게 되었다. 살게라스의 동료들은 그의 정도를 벗어난 사고 방식을 깨우쳐주며 그의 격노를 달래보려 했지만, 살게라스는 그런 낙관적인 믿음이야말로 이기적인 착각이라 생각했다. 마침내 살게라스는 동료들 사이에서 벗어나 자신만의 자리를 찾아 떠나게 되었다. 판테온은 살게라스가 떠나는 것을 슬퍼했지만, 자신들의 곁을 떠난 형제가 어떤 악행을 저지르게 될지는 아무도 짐작하지 못했다.
살게라스의 광기는 한 때 판테온의 군대를 이끌었던 그의 용맹스런 정신의 마지막 자취마저 삼켜버렸고, 그는 창조의 실패가 티탄들 스스로의 잘못이라 믿기 시작했다. 티탄에 의한 우주의 질서가 비정상적이며, 악마들의 본성을 타락시킨 궁극적인 원인이라 확신한 살게라스는, 마침내 티탄들이 이룩한 모든 것들을 원상태로 되돌려버리기로 결정했다. 그는 티탄들의 실수를 바로잡을 유일한 방법은 그들이 창조한 모든 세계를 파괴하는 것이 생각했다. 살게라스는 최강의 군대를 만들어 물질계를 불태우기로 마음먹었다.
살게라스는 뒤틀린 황천으로 가서 예전에 가둬두었던 수많은 악마들을 풀어주었다. 살게라스는 그들을 자신의 뜻을 따르는 군대로 만들었다. 훗날, 그 군대는 불타는 군단이라 불리게 된다. 이 교활한 피조물들은 어둠의 티탄이 내뿜는 광폭한 분노 앞에 머리를 조아렸으며, 그가 원하는 일이라면 수단방법을 가리지 않고 해내겠다고 맹세했다. 그러나 그를 따르는 악마들 중 군대를 이끌만한 자질을 가진 자가 없었다. 
살게라스는 아르거스(Argus) 행성에서 자신을 대리할 만한 존재들을 발견했다. 에레다르(Eredar)였다. 그들은 다양한 형태의 마법에 친화적이며 지적으로 발달된 종족이었다. 살게라스는 그들의 우두머리인 킬제덴(Kil'jaeden), 아키몬드(Archimonde), 벨렌(Velen)에게 다가가 충성의 대가로 막대한 힘과  특권을 주겠노라고 제안했다. 예지 능력을 가지고 있던 벨렌은 거절했지만, 킬제덴과 아키몬드는 흔쾌히 그를 따랐다. 벨렌과 그를 따르던 무리들은 달아났고, 그들은 훗날 드레나이(Draenei)라 불리게 된다. 남은 자들은 어둠과 손을 잡았고, 만아리 에레다르(Man'ari eredar) - 타락한 악의 하수인이 되었다.
기만자 킬제덴은 우주에서 가장 사악한 종족을 찾아내 살게라스의 수하로 만드는 일을 지시 받았고, 파멸자 아키몬드는 살게라스의 뜻을 거스르는 자들을 가차없이 처단하는 임무를 맡았다. 살게라스는 이 포악한 군대가  나름대로의 얼개를 갖추어서 자신의 모든 명령을 따를 준비가 된 것을 보고, 그들을 끝없는 어둠(Great Dark)으로 보냈다. 전 우주를 가로지른 그들의 불타는 성전(Burning Crusade)에 얼마나 많은 세계들이 짓밟히고 불태워졌는지는 현재까지도 정확히 알려진 바가 없다.
나이트 엘프(Night elves)들이 무분별하게 비전 마법을 남용하는 바람에, 불타는 군단은 아제로스의 존재를 감지하게 되었고, 살게라스는 영원의 샘(Well of Eternity)에서 흘러나오는 무한한 에너지에 눈독을 들이게 된다. 아즈샤라 여왕(Queen Azshara)과 그녀를 따르는 귀족들은 마법을 마치 노리개처럼 사용하고 있었다. 영원의 샘의 커다란 잠재력이 자신의 마법에 대한 목마름을 해소할 수 있다는 걸 안 살게라스는 불타는 군단을 모아 아제로스의 세계로 진격했다.
아즈샤라 여왕과 그녀의 고문인 사비우스(Xavius)는 살게라스의 거역할 수 없는 힘에 압도당했다. 살게라스는 교묘한 방법으로 그들의 정신을 조종했으며, 그들은 살게라스를 신으로 여기며 숭배했다. 아즈샤라는 그가 아제로스로 들어오도록 해주었고, 불타는 군단의 아제로스 침략은 그렇게 시작되었다.
아키몬드와 심연의 군주 만노로스(Mannoroth)의 군대는 칼림도어(Kalimdor)를 향해 짓쳐 들어가 그 세계를 닥치는대로 파괴했으며, 마음껏 에너지를 빨아들였다. 그동안 살게라스는 뒤틀린 황천에서 아즈샤라가 자신을 위한 문(Portal)을 열어주는 것을 기다렸고, 그 커다란 문을 열기 위한 의식은 거의 막바지에 다다르고 있었다.
나이트 엘프들은 세나리우스(Cenarius)의 나무 정령들과 알렉스트라자(Alexstasza)의 용군단과 합세하여, 살게라스와 야합한 귀족들과 이 세계를 산산조각 내려는 불타는 군단에 맞서 용감히 싸웠다. 전쟁이 절정에 달했을 무렵, 뒤틀린 황천과 칼림도어를 잇는 문을 소환하는 것이 실패하면서 이 세계를 지탱하던 힘에 균열이 생겼고, 영원의 샘이 붕괴하고 말았다. 이 연쇄 폭발이 가져온 엄청난 재앙으로 인해 칼림도어 대륙의 많은 부분이 바다 속으로 가라앉았다. 한때 영원의 샘이 서 있던 이 새로운 바다의 중심에는, 분노로 가득 찬 거친 폭풍과 혼돈의 힘이 깃들게 되었고, 이것은 훗날 혼돈의 소용돌이(Maelstrom)라 불리게 된다. 엄청난 대가를 치르긴 했지만, 결국 아제로스 방어군들은 악마들을 다시 뒤틀린 황천으로 돌려 보내는 데 성공했다.
반신 세나리우스와 티탄들이 남겨두고 간 용의 위상들에 의해 살게라스의 첫 아제로스 침략이 실패로 돌아간 것이다.
한편, 소설 고대의 전쟁(War of the Ancients)에서는, 크라서스(Krasus), 로닌(Rhonin), 브록시가르(Broxigar)가 과거로 돌아가 반신 세나리우스와 용의 위상들을 도와 불타는 군단과 싸우기도 한다.
고대의 전쟁(War of the Ancient) 끝난 후 9천여 년이 흘렀다. 당시 티리스팔의 수호자였던 에이그윈(Aegwynn)은 아제로스 전역을 밤낮으로 감시했으며, 악마를 발견하는 족족 헤치웠다. 살게라스는 그녀가 굉장히 위협적이지만, 속이기 쉬운 상대라는 것을 파악했다.
그 어둠의 티탄은 하수인을 보내 용들을 사냥하게 하였다. 에이그윈은 어쩔 수 없이 용들을 구하기 위해 나타났고, 용들과 힘을 합쳐 악마들을 몰아냈다.
에이그윈은 현장을 조사하던 중, 악마들이 폭풍우 봉우리(Storm Peaks)로 들어올 때 통과한 것으로 보이는 균열을 발견했다. 살게라스는 이 문(Portal)을 사용해 화신의 형태로 아제로스로 들어와 에이그윈 앞에 나타났다. 티리스팔의 수호자는 주저않고 그를 공격했지만 살게라스는 그 마법사에게 별다른 반격을 하지 않았다. 그녀가 살게라스의 '육신'을 죽이는 데 성공한 그 순간, 오히려 살게라스의 '영혼'은 에이그윈의 몸 속으로 숨어 들어가버렸던 것이다. 살게라스의 영혼이 남아있을 것을 걱정한 순진한 에이그윈은, 이 모든 것이 살게라스의 계략이었음을 알아채지 못한 채, 영원의 샘이 붕괴하면서 바다 밑으로 가라앉아버린 칼림도어 고대 전당 중 하나에 살게라스의 파괴된 껍질을 봉인했다.
수년 후, 티리스팔 의회(Council of Tirisfal)는 그녀에게 임기가 끝났음을 통보하였고, 수호자의 힘을 부여할 새로운 후임자를 선발할 수 있도록 달라란(Dalaran)으로 돌아올 것을 요구하였다. 하지만 의회를 불신해왔던 에이그윈은 그 명령에 불복했고, 아들을 낳아 자신의 마력을 물려주고 후임자로 세우기로 마음먹었다. 그녀는 아제로스 왕의 고문이자 궁중 마법사인 니엘라스 아란(Nielas Aran)을 유혹해 아이를 갖게 되었다.
시간이 흘러 에이그윈은 멀리 떨어진 조그만 외딴 숲에서 아들을 낳았다. 에이그윈은 아이에게 하이 엘프 언어로 "비밀의 수호자"라는 뜻의 메디브(Medivh)라는 이름을 지어주고 아이가 자라나 다음 수호자가 될 것이라 믿었다. 하지만 불행히도 그녀의 몸 안에 숨어있던 살게라스의 사악한 어둠의 영혼이 아이가 뱃속에 있는 동안 아이를 점령해 버렸다.
메디브가 14살이 되자, 내면에 깃들어 있던 수호자로서의 힘이 깨어나면서 그의 영혼 속에 숨어 있던 살게라스의 영혼과 충돌을 일으켰다. 메디브는 혼수상태에 빠져 여러 해를 보냈다. 살게라스는 이 틈을 타 그 어마어마한 힘에 접근하였고, 그가 깨어났을 때 이 어둠의 티탄은 메디브의 정신을 거의 완벽히 지배할 수 있게 되었다. 메디브의 본성은 혼수상태를 겪은 이후 완전히 뒤바뀌게 됐다.
한편, 기만자 킬제덴은 드레노어 행성의 오크족을 타락시키고 있었는데, 살게라스는 메디브의 육체를 조종해 오크 무리의 우두머리인 흑마법사 굴단(Gul'dan)과 접촉하였다. 메디브는 훗날 검은 늪(Black Morass)에서 어둠의 문(Dark Portal)을 열었고, 그 균열을 통해 굴단의 오크 부대들이 구름떼처럼 몰려 들어오게 된다. 아제로스에 피바람을 불러 일으켰던 1차 대전쟁은, 다름 아닌 메디브의 손에 의해 발발했던 것이다.
살게라스가 자신에게 무슨 짓을 했는 지 뒤늦게 깨달은 에이그윈은, 레인 왕과 총사령관 로서 경(Lathar)에게 도움을 요청한다. 로서는 이 악에 물든 수호자가 더 이상 아제로스에 해를 끼치기 전에 그를 처단하는 것 외에는 선택의 여지가 없다고 판단했다.  메디브의 견습생이었던 카드가(Khadgar)는 로서와 오크의 스파이 가로나(Garona)가 메디브의 요새, 카라잔(Karazhan)을 습격할 수 있도록 도왔다. 예기치 않은 기습을 당한 메디브는, 결국 그의 오랜 친구와 동료들에 의해 최후를 맞게 된다.
살게라스는 인간들에 대한 복수를 원했고, 어둠의 문을 넘어 간 오크들이 인간들을 멸망시키길 기대했다. 오크족이 인간 왕국들에게 심대한 타격을 입힌 것은 사실이지만, 살게라스의 계획은 메디브가 죽음으로써 궁극적으로 실패했다.
메디브가 죽었을 때, 그를 지배하고 있었던 살게라스의 영혼은 그 즉시 흩어져 뒤틀린 황천으로 추방되었다. 이 영혼은 망각의 구렁에 남아있으며, 그 악마적 영혼을 잡아두기에 충분한 힘을 가진 육체와 접촉하는 것이 불가능한 상태다.
많은 사람들은 여전히 살게라스의 영혼이 불타는 군단의 침략을 격퇴해 낸 유일한 세계에 대한 설욕을 갈망하고 있다고 믿고 있다.  